# Hybosema
Genre
Synonymes
- Gliricidia Kunth (préféré par BioLib)[2]
- Yucaratonia Burkart[2]

Hybosema est un genre de plantes à fleurs dicotylédones de la famille des Fabaceae, sous-famille des Faboideae, originaire des régions tropicales d'Amérique, qui comprend deux espèces acceptées. Certains auteurs incluent ces espèces dans le genre Gliricidia.

## Liste d'espèces
Selon The Plant List (14 octobre 2018) :
- Hybosema ehrenbergii (Schltdl.) Harms
- Hybosema robustum Sousa & Lavin